# Beliche

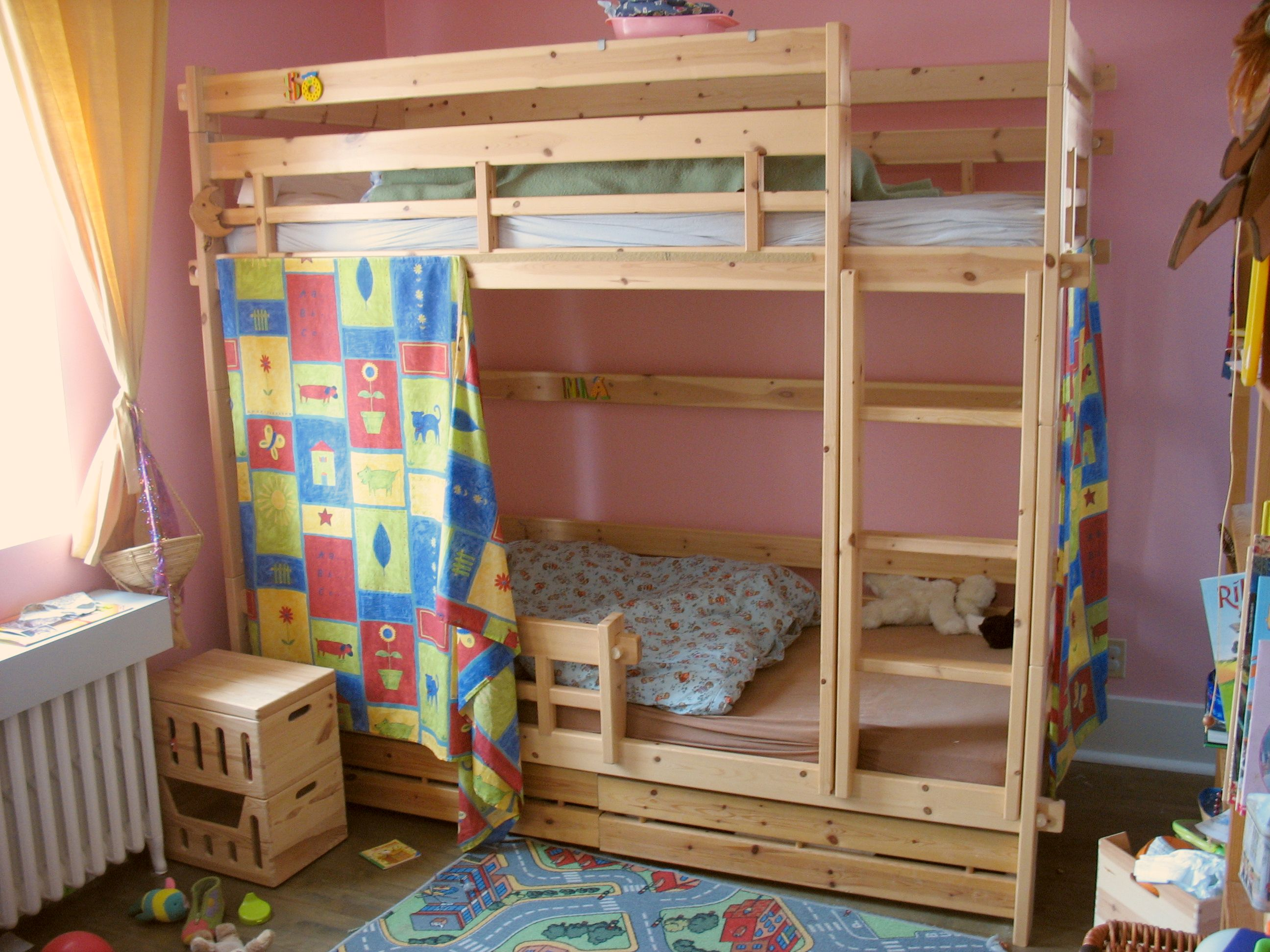
Beliche em quarto infantil

Um beliche é um conjunto de duas ou mais camas que são montadas umas sobre as outras. É utilizado geralmente em razão das dimensões do quarto, quando este não comporta mais de uma cama.
Ideal para quarto de criança, otimiza o espaço. Existem beliches de vários tipos inclusive com escrivaninhas, baú e armários.

## Tipos de Camas de Beliche
O tipo mais comum é o padrão de beliche que tem dois mesmo tamanho colchões empilhados um sobre o outro directamente. Um duplo sobre a cama de beliche cheia está disposta como um padrão com excepção de que a parte inferior do colchão será um tamanho grande e a parte superior será um tamanho duplo. Um beliche do futon também é organizado como um beliche padrão, exceto a cama de baixo será um sofá futon de estilo ocidental, que converte em uma cama, em vez de um colchão padrão. Beliches futon pode ser usado para economizar espaço em pequenos apartamentos ou quartos, pois quanto menor a cama converte em um sofá para o uso durante o dia. Em um beliche em forma de L a cama inferior é orientado com um ângulo recto com a cama superior tal que, quando visto de cima dos leitos formar um L. Isto também cria um pequeno nicho onde uma mesa ou estante podem ser colocados.
Um loft cama denota um beliche que tem apenas beliche no topo, criando um espaço abaixo abertas que podem ser ocupados por um baú, gavetas, ou até mesmo uma área de trabalho. Isso faz com que as camas do sótão um uso eficiente de pequenos espaços, utilizando toda a área vertical que de outra forma seria não utilizar.